# Белевцев, Тихон Николаевич
Тихон Николаевич Бе́левцев (2 августа 1900 — 7 ноября 1975, Москва, РСФСР, СССР) — советский работник угольной промышленности, шахтёр.

## Биография
Родился в 2 августа 1900 года в селе Орехово, ныне Касторенский район, Курская область, Россия.
В 1924 году приехал в Донбасс и стал работать на шахте «Красная звезда» Чистяковского района. Кроме производственной, занимался и общественной деятельностью, в 1932—1936 годах находился на руководящей комсомольской работе в Сталинском, а затем Краснодонском районе Донбасса. В 1936 году Белевцев был назначен на должность заведующего шахтой № 2/4 «Сорокино» треста «Краснодонуголь». В этом же году был направлен на учёбу в Московскую промышленную академию, которую окончил в 1941 году и в январе 1941 года назначен на должность заместителя управляющего треста «Боковоантарцит».
С началом Великой Отечественной войны и угрозой оккупации территории, был эвакуирован вместе с предприятием на восток страны. Занимал пост заместителя начальника комбината «Кузбассуголь». В 1943 году, после освобождения Донбасса, вернулся домой. Находился на руководящей должности в комбинате «Ворошиловградуголь», затем возглавлял тресты «Боковантрацит», «Краснодонуголь». С 1947 года работал начальником шахты имени ОГПУ треста «Несветайантрацит» комбината «Ростовуголь», коллектив которой в 1948 году был удостоен ордена Ленина.
Т. Н. Белевцев — автор труда «Работа шахты имени ОГПУ треста „Несветайантрацит“ по графику один цикл в сутки», Углетениздать, 1950.

## Награды и премии
- Герой Социалистического Труда (28 августа 1948 года) — за выдающиеся успехи в деле увеличения добычи угля, восстановления и строительства угольных шахт и внедрения передовых методов работы, обеспечивших значительный рост производительности труда[3]
- орден Ленина (28.08.1948),
- два ордена Трудового Красного Знамени (04.09.1948, 26.04.1957),
- медалями, в том числе «За трудовое отличие» (20.10.1943),
- Сталинская премия третьей степени (1951) — за коренные усовершенствования методов добычи угля на шахтах и организацию работ в лавах по графику 1 цикл в сутки